# Fox Chase (Kentucky)
Pour les articles homonymes, voir Fox Chase.
Fox Chase est une ville américaine située dans le comté de Bullitt, dans le Kentucky. Selon le recensement de 2020, sa population est de 436 habitants.

## Géographie
Fox Chase est situé dans le nord du comté de Bullitt, à 26 km au sud du centre-ville de Louisville. Il est bordé sur son côté ouest par l'Interstate 65, avec l'accès le plus proche depuis la sortie 121 (autoroute John Harper) à 0,80 km au nord de Fox Chase. Les communautés environnantes comprennent la ville de Hillview, avec des terres au nord, au sud-est et à l'ouest ; la ville de Hebron Estates à l'est ; et Brooks à l'ouest de la I-65.
Selon le Bureau du recensement des États-Unis, Fox Chase a une superficie totale de 0,39 miles carrés (1,0 km2), dont 0,008 miles carrés (0,02 km2), soit 1,72 %, est de l'eau.